# Битва при Газале

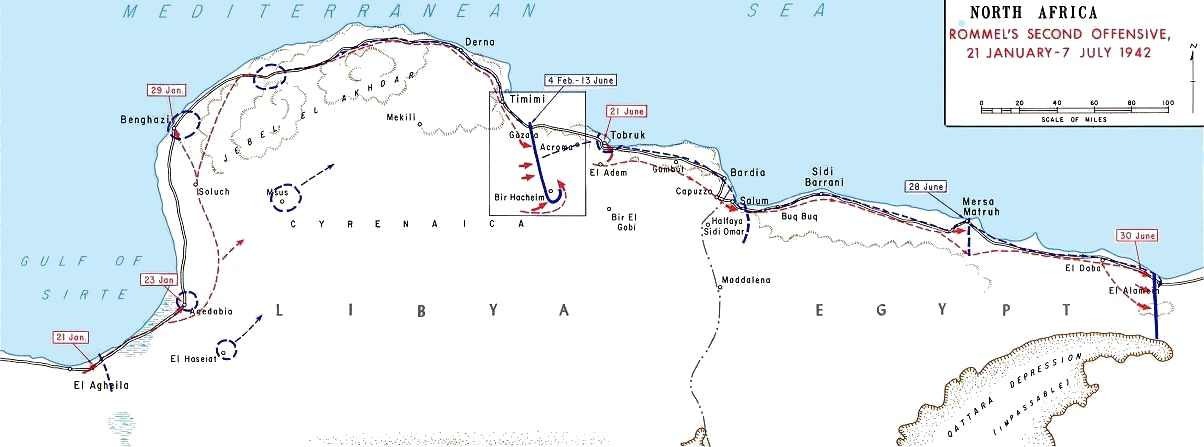
Западная пустыня во время битвы при Газале.

Битва при Газале, также Сражение у Эль-Газалы — важное сражение Североафриканской кампании во время Второй мировой войны, проходившее около города Тобрук в Итальянской Ливии с 26 мая по 21 июня 1942 года. Силы Оси в составе немецких и итальянских частей армии «Африка» под командованием генерала Эрвина Роммеля противостояли армии Союзников под командованием генерал-лейтенанта Нила Ричи, находившегося под контролем главнокомандующего британскими войсками на Ближнем Востоке генерала Клода Окинлека.
Роммель, обозначив атаку на севере, у ливийской деревни Газала (Эль-Газала) (в 48 км к западу от Тобрука), направил свои танковые войска на южный фланг британской линии обороны, чтобы зайти в тыл союзных войск. Несмотря на успехи в этом бою, Роммель оказался в сложном положении: его танки стали испытывать нехватку горючего и боеприпасов. Трудности со снабжением возникли в результате продолжающейся в южной части оборонительной линии битвы у Бир Хакейма, где силы «Свободной Франции» проявили беспримерный героизм. Ричи не спешил воспользоваться этим, и Роммель сосредоточил свои силы на ударе на западном фланге, чтобы обеспечить коридор для поставок через линию Газалы к северу от Бир Хакийма. Битва завершилась решительной победой сил Оси, однако была достигнута со слишком большими потерями танков. Лишённый эффективных танковых войск, Роммель был не в состоянии разгромить отступившую в Египет английскую армию, и его наступление было остановлено в последующем сражении под Эль-Аламейном.

## Прелюдия

### Роммель начинает новое наступление от Эль-Агейлы

Наступление Роммеля от Эль-Агейлы к Эль-Аламейну 21 января — 21 июня 1942 года.

После успеха операции «Крестоносец» в конце 1941 года 8-я британская армия изгнала войска Оси из Киренаики и заставила Роммеля отойти на укреплённые оборонительные позиции, приготовленные им в Эль-Агейле. Однако наступление английских войск на 500 с лишним миль стало непосильно для их линии снабжения, и в январе 1942 года они сократили линию фронта, поставив перед войсками задачу по налаживанию коммуникаций и снабжению провиантом. Дальнейшее наступление к западу, направленное против Триполитании, нуждалось в подготовке. Между тем Роммель получил подкрепление в живой силе и танках, и 21 января послал три сильных танковых колонны, чтобы произвести тактическую разведку. Найдя лишь незначительные силы противника перед собой, он быстро превратил свою разведывательную операцию в наступление. Он отбил Бенгази 28 января, и Тимими 3 февраля и повёл наступление на укреплённый порт Тобрук на средиземноморском побережье.

### 8-я армия сосредотачивает силы на линии Газалы
8-я армия смогла сосредоточить достаточно своих сил между находящимся к западу от Тобрука Газалой и Тимими, чтобы маневрировать и сражаться. К 4 февраля наступление Роммеля было остановлено, и линия фронта стабилизировалась. «Линия Газалы» пролегла от Газалы на побережье и до старой турецкой крепости Бир-Хакийм в 80 км к югу от побережья.
«Линия Газалы» представляла собой ряд занятых войсками «оборонительных коробок», каждая занята силами бригады, с минными полями и проволочными заграждениями вокруг. Территория между этими «коробками» наблюдалась регулярными патрулями. Войска «Свободной Франции» находились на юге, в Бир-Хакиймской «коробке». Линия была укомплектована войсками не в равной степени: большое количество войск находилось на побережье, оставляя юг менее защищённым.

### Обе армии готовятся

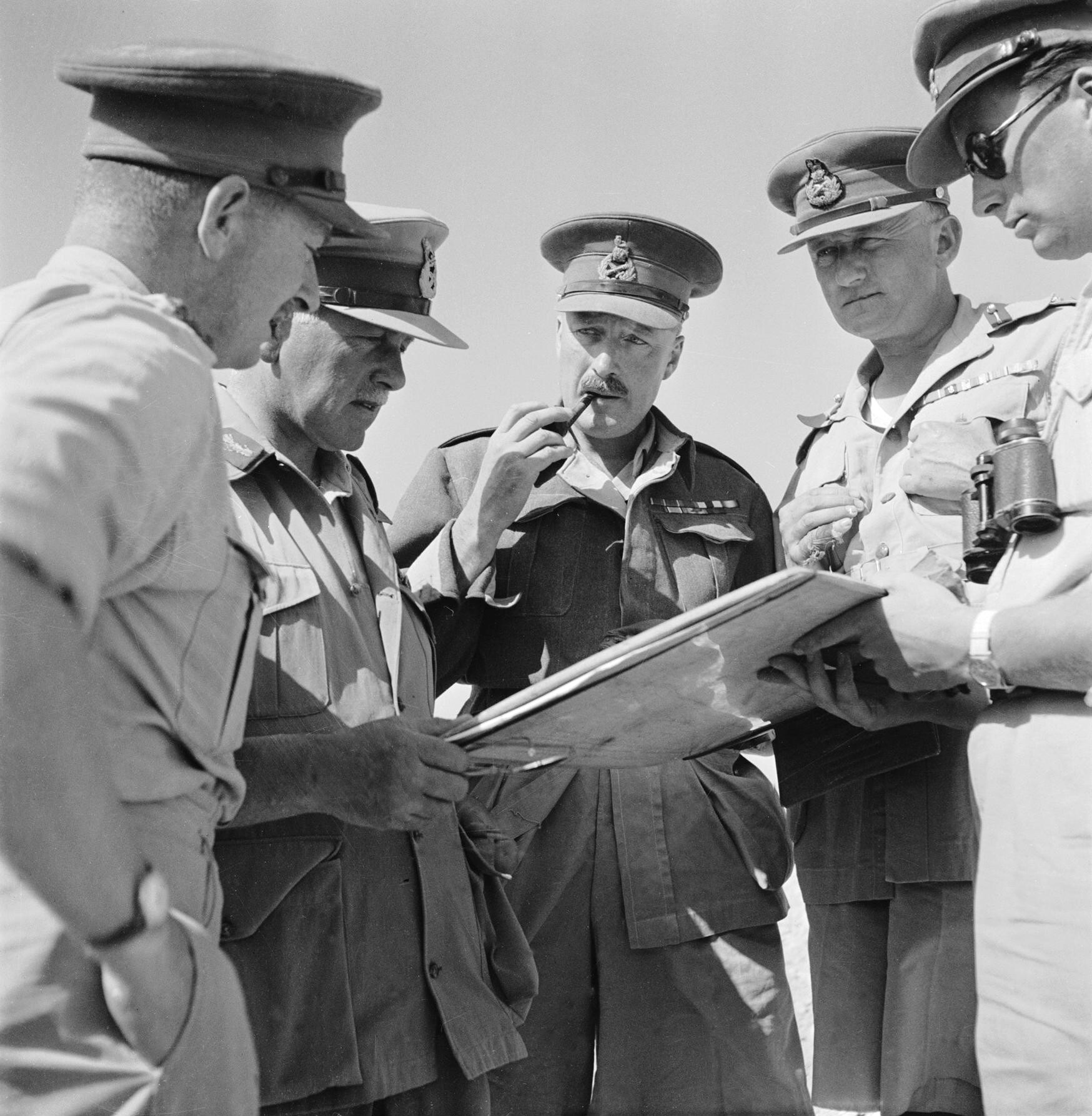
Генерал-майор Нил Ричи разговаривает с командирами подразделений, 31 мая 1942 года.

Во время ранней весны обе стороны были сосредоточены на создании своих линий снабжения и увеличении танковой силы, прекрасно понимая, что за предыдущие два года было пять «колебаний маятника» через пустыню, каждое из которых в конечном счёте провалилось, поскольку победителям в каждом из сражений не хватало мощности танков, чтобы закрепить и использовать свой успех.
Из предыдущих «колебаний маятника» были извлечены уроки: британские бронетанковые дивизии начали переукомплектовывать танками «Грант» с 75-мм пушкой, соответствующими немецким Panzer IV, и реорганизовывали их поддержку для ускорения обслуживания и ремонта во время сражения — область, где танки Оси имели явное превосходство. Также были реорганизованы отношения между пехотой и артиллерией, в то время как командир военно-воздушных сил союзников на Ближнем Востоке Артур Теддер представил новую стратегию, направленную на использование Пустынных ВВС (англ. Desert Air Force) во время битвы для поддержки войск на земле, а не на уничтожение противостоящих воздушных сил. Была разработана концепция нового истребителя-бомбардировщика, и вице-маршал авиации Артур Конингем, командующий Пустынными ВВС, переехал вместе со своими сотрудниками в лагерь командующего армией для улучшения координации действий.
Между тем Роммель строил свои линии снабжения так быстро, как только мог. Он знал, что он может атаковать до того, как 8-я армия будет готова, если воспользуется близостью своего флота для создания линий снабжения быстрее, чем Окинлек, который зависел от маршрута в 23 000 км вокруг мыса Доброй Надежды. К концу мая Роммель был готов. Перед ним на оборонительном рубеже Газалы были 1-я Южноафриканская дивизия — рядом с побережьем, 50-я (Нортумбрийская) пехотная дивизия (по левую сторону) и 1-я бригада «Свободной Франции», размещённая далеко влево, у Бир-Хакийма. Британские 1-я и 7-я бронетанковые дивизии ждали позади основной линии в качестве сил мобильной контратаки, в то время как 2-я Южноафриканская дивизия составляла гарнизон Тобрука, и 5-я пехотная Индийская дивизия (которая прибыла в апреле, чтобы заменить 4-ю Индийской пехотную дивизию) была переведена в резерв.

## План Роммеля
План Роммеля для операции «Венеция» состоял в том, что его танки выполнят фланговый манёвр к югу от укрёпленной «коробки» Бир-Хакийма. На левом фланге его армии итальянская 132-я бронетанковая дивизия «Ариете» должна была нейтрализовать «коробку» Бир-Хакийма, в то время как на правом фланге 21-я бронетанковая дивизия и 15-я бронетанковая дивизия будут наступать на север за оборонительными рубежами 8-й армии, чтобы привлечь внимание и уничтожить британские танки и отрезать подразделения от линии Газалы. На правом краю атакующей армии германская 90-я лёгкая пехотная дивизия корпуса «Африка» должна была наступать на Эль-Адем, к югу от Тобрука, создавая линии снабжения на линии Газалы и потенциально направляя подкрепления в район Тобрука, имитируя сильную бронетанковую силу с помощью пыли машин (авиационных двигателей и воздушных винтов, установленных на грузовиках).
Между тем вторая половина итальянского XX моторизованного корпуса и итальянской 101-й моторизованной дивизии «Триест» должны были расчистить проход в минном поле к северу от «коробки» Бир-Хакийма, возле «коробки» Сиди-Муфтах, для создания маршрута снабжения для танков. Роммель ожидал, что, вступив в бой с британскими танками, он бы захватил Эль-Адем, Эд-Дуда и Сиди-Резег к вечеру, так же как и обороняющуюся «коробку» Найтсбридж около 40 км к северо-востоку от Бир-Хакейма. Затем он мог бы занять позицию со своими танками на следующий день, чтобы начать наступление к западу от оборонительных позиций 8-й армии оборонительные позиции между Газалой и Алем-Хамзой, координируя атаку с наступающими с запада итальянскими Х и XXI корпусами.

## Битва

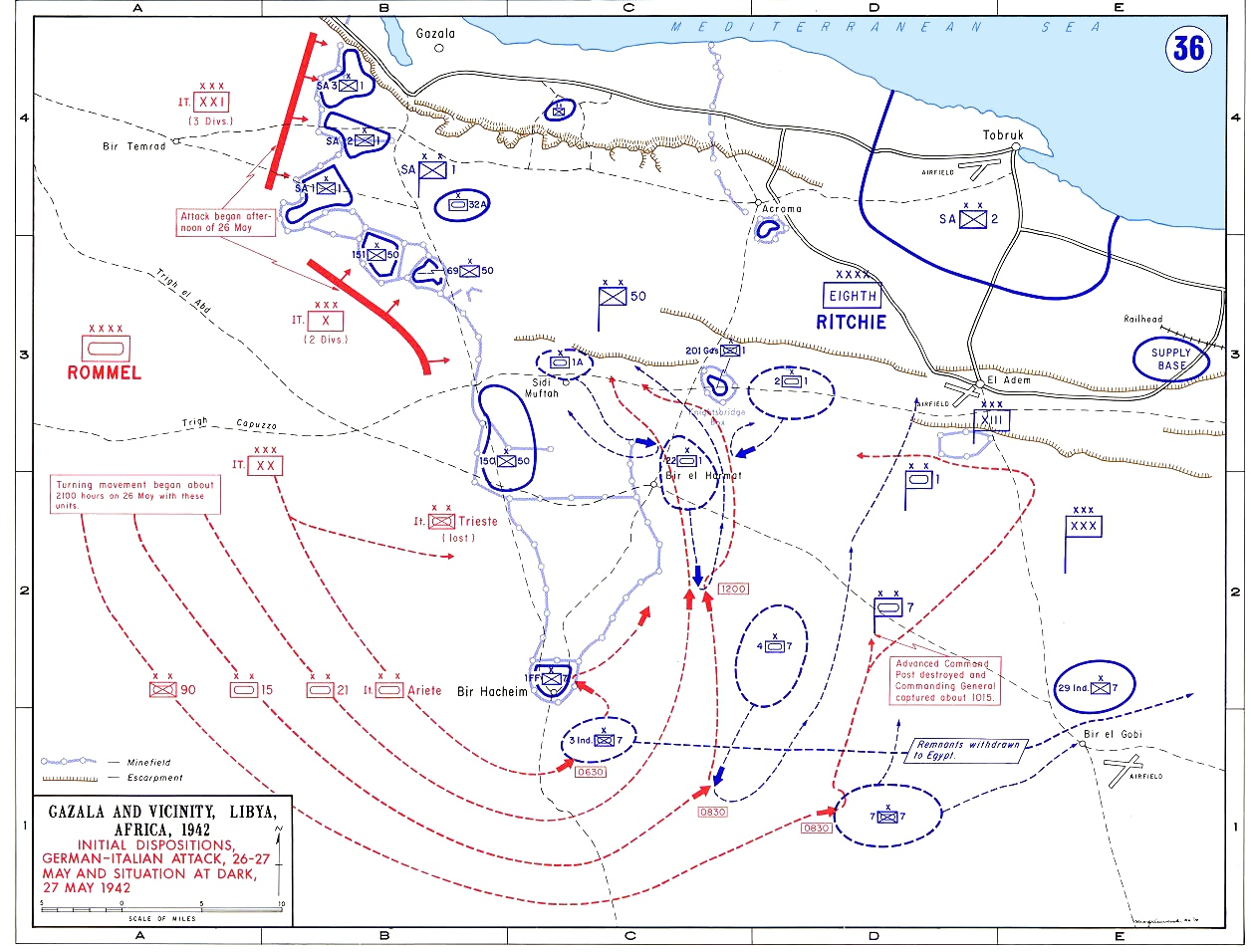
Наступление Роммеля.

### Роммель проводит фланговую атаку
В 14:00 26 мая итальянские Х и XXI корпуса после концентрации тяжёлой артиллерии начали прямую атаку на позиции в центре линии Газалы. В целях обмана малые части корпуса «Африка» и ХХ Мобильного корпуса были прикреплены к штурмовым группам, чтобы создать впечатление, что все силы Оси участвуют в этом наступлении. Обман был подкреплён дополнительными группами мобильных подразделений, продолжающими двигаться на север в сторону точки атаки. Тем не менее, в этот вечер под покровом темноты все бронетанковые и мобильные группы возвратились к их точке сбора у южной оконечности линии Газалы.
В ночь на 27 мая Роммель лично возглавил группы танковой армии «Африка» — Африканский корпус, Итальянский XX моторизованный корпус и 90-ю лёгкую пехотную дивизию — в блестящем, но рискованном фланговом манёвре вокруг южной оконечности линии союзников, уповая на то, что минные поля противника защитят его фланг и тыл.
План Роммеля был сорван из-за Бир-Хакейма. Дивизии «Ариете» и «Триест» ХХ-го моторизованного корпуса и части 21-й бронетанковой дивизии были задержаны на три часа 3-й Индийской моторизованной бригадой 7-й бронетанковой дивизии, остановившей их в четырёх милях к юго-востоку от Бир-Хакейма и нанесшей им тяжёлые потери, прежде чем заставить их отступить. «Коробку» Бир-Хакейма защищала 1-я бригада «Свободной Франции» под командованием Мари-Пьера Кёнига, которая оказалась большей проблемой, чем ожидал Роммель, а дивизия «Ариете» не смогла укрепиться на позиции, понеся тяжёлые потери от французских 75-мм пушек в ходе боя.
Далее на востоке 15-я германская бронетанковая дивизия столкнулась с английской 4-й бронетанковой бригадой 7-й бронетанковой дивизии, которой было приказано идти на юг для поддержку 3-й индийской и 7-й моторизованной бригад, и нанесла ей тяжёлые потери, но и сама понесла значительные потери от 75-мм пушек на вновь прибывших танках «Грант». 4-я бронетанковая бригада затем двинулась в направлении Эль-Адема и провела ночь возле базы снабжения Бельхамед к востоку от Эль-Адема.
К концу утра бронетанковые части Оси продвинулись более чем на 40 км к северу, но к полудню сила их наступления снизилась, когда они встретились с 1-й бронетанковой дивизией. Начался тяжёлый бой, в котором обе стороны понесли большие потери и части Оси были остановлены.
На правом краю наступающих сил Оси 90-я лёгкая пехотная дивизия вступила в бой с 7-й моторизованной бригадой у Ретмы и заставила её отступать на восток в направлении Бир-эль-Губи. Возобновив своё наступление на Эль-Адем, 90-я лёгкая пехотная дивизия рано утром атаковала генеральный штаб 7-й бронетанковой дивизии близ Бир-Беулда, разгромив его и захватив в плен ряд важных военных, включая командира дивизии Фрэнка Мессерви, однако он прикинулся денщиком и сбежал. Тем не менее, неудобства, вызванные этим событием, означали, что дивизия была лишена эффективного командования в течение следующих двух дней.
Как и планировалось, 90-я лёгкая пехотная дивизия вышла в район Эль-Адема к середине утра и захватила ряд баз снабжения. Союзники не спешили реагировать, но во второй половине дня началась жестокая битва. На следующий день, тем не менее, 4-я бронетанковая бригада были направлены в Эль-Адем, и 90-я лёгкая пехотная дивизия была отброшена на юго-запад.
Танковые сражения продолжались в течение трёх дней и ввиду того, что Бир-Хакейм по-прежнему держался, танковая армия «Африка» оказалась в котле — с Бир-Хакеймом на юге, Тобруком на севере, обширными поясами мин на первоначальной передней линии Союзников на западе и атакуемая танками Союзников с севера и востока. Положение Роммеля в плане поставок снабжения к вечеру 31 мая стало отчаянным. Получившая приказ защищать германский тыл кавалерийская бронетанковая дивизия «Ариете» в это время отбивала неоднократные нападения британских бронетанковых бригад — 29 мая и в течение первой недели июня.
Из немецкого отчёта об этих событиях:
«В течение первых десяти дней нашего наступления на французов англичане оставались удивительно спокойны. Дивизия „Ариете“ одна была атакован ими 2 июня, но она упорно защищалась. После контратаки 21-й бронетанковой дивизии ситуация опять стала тихой».

### Танковая армия «Африка» перехватывает инициативу в «котле»
Оказавшись в ловушке между обширными минные полями и жёстким британским сопротивлением, будучи отрезанным от линий снабжения, Роммель попал в отчаянную ситуацию. Однако утром 29 мая транспортные средства с поставками при поддержке итальянских дивизий «Триест» и «Ариете» и под шквальным огнём смогли проникнуть через минное поле к северу от Бир-Хакейма и довезли столь необходимые поставки оказавшимся в ловушке силам Оси. 30 мая Роммель стал наступать обратно на запад — к своей первоначальной линии фронта — для создания плацдарма на восточном крае минного поля и соединения с частями итальянского X корпуса, которые расчистили маршрут через минные поля на западе. В этой атаке на запад, продолжавшейся в течение следующих двух дней, были созданы два прохода в минное поле, ведущие обратно к его первоначальной линии, дав ему прямой маршрут для поставок снабжения и разделив фронт Союзников на две половины. В ходе этой атаки была уничтожена британская 150-ю пехотная бригада 50-й (Нортумбрийской) стрелковой дивизии в «коробке» Сиди-Муфтах.
В ночь на 1 июня Роммель послал 90-ю лёгкую пехотную дивизию и дивизию «Триест» на юг, чтобы возобновить атаки на Бир-Хакийм, откуда постоянно организовывались рейды, чтобы атаковать его линии снабжения. Очередное нападение не принесло ожидаемого результата, и борьба за Бир-Хакийм продолжалась в течение ещё 10 дней.
Окинлек не знал о степени отчаянного положения линий снабжения Роммеля, но был ободрён полученными от разведки чрезмерно оптимистичными оценками потерь немецких танков. Он настоятельно приказал Ричи начинать контратаку вдоль побережья, чтобы воспользоваться отсутствием немецких танков и прорваться до Tимими, а затем и до Месили. Тем не менее, Ричи был больше озабочен защитой Тобрука и сконцентрировался на отправлении подкреплений в «коробку» Эль-Адем и создании новых оборонительных «коробок» напротив новых «прорех» в минном поле.
5 июня 8-я армия, наконец, начала свою контратаку, но противник имел достаточное время для подготовки, и на севере XIII корпус не смог продвинуться вперёд. Атака 7-й бронетанковой и 5-й Индийской дивизий на восточном фланге «котла» началась в 02:50 5 июня и первоначально развивалась успешно, поскольку наступавшая впереди пехота обеспечила захват планировавшихся целей. Тем не менее, основная оборонительная линия Оси располагалась дальше к западу, чем ожидалось, и поэтому, когда 22-я бронетанковая бригада проходили через неё, она попала под интенсивный огонь, и её наступление было замедлено. На рассвете бронетанковая бригада 32-й армии присоединилась к атаке, продвигаясь с севера, и также попала под сильный огонь, потеряв 50 из 70 бывших в ней танков.
К началу второй половины дня 5 июня Роммель решил атаковать на востоке, с силами «Арете» и 21-й бронетанковой дивизий, и на севере в сторону Найтсбриджа, оборонительной «коробки» англичан, с частями 15-й бронетанковой дивизии. На восток наступление на Бир-эль-Хатмат разгромило тактические штабы двух британских дивизии, а также штабы 9-й и 10-й Индийской пехотной бригад и других, более мелких подразделений. Командование и контроль были развалены полностью. 22-я бронетанковая бригада, потеряв 60 из своих 156 танков, была вынуждена отступить с поля боя из-за нового нападения немецкой 15-й дивизии. Из атакующих сил Союзников три индийских пехотных батальона, полк разведки и четыре артиллерийских полка оказались в «котле». Лишённые поддержки танков, они столкнулись с невыполнимой задачей 6 июня и были одна за другой рассеяны.
Роммель продолжал удерживать инициативу, наращивая свои силы в «котле» и направляя атаки на различные опорные пункты противника. Между 6 и 8 июня он начал новые скоординированные атаки на Бир-Хакейм, но, хотя оборонительный периметр сократился, французские защитники продолжали держаться, и огонь, которые вели их тяжёлые орудия, вкупе с поддержкой колонн из 7-й моторизованной бригады и 29-й Индийской пехотной бригады, продолжал наносить ущерб коммуникациям врага. Усиленные новыми боевыми группами, силы Оси начали новое наступление 9 июня, в конечном счёте пробив оборону Союзников вглубь 10 июня. В это время положение войск «Свободной Франции» стало безнадёжным, и Ричи приказал им эвакуироваться тем же вечером. Несмотря на окружение, генерал Кёниг был в состоянии найти проходы между позициями Оси, чтобы пройти через них и встретиться с транспортами 7-й моторизованной бригады на расстоянии около 8 км к западу. Около 2700 солдат (в том числе 200 раненых) из первоначального его гарнизона в 3600 человек ушли из Бир-Хакейма. Когда 90-я лёгкая пехотная дивизия заняла эту позицию 11 июня, они взяла в плен только 500 французов, в основном раненых, которые не смогли эвакуироваться.

### Британская армия терпит тяжёлое поражение
11 июня Роммель начал наступление силами 15-й бронетанковой и 90-й лёгкой пехотной дивизий к Эль-Адему и 12 июня заставил силы 201-й Гвардейской бригады отступить из «коробки» Найтсбридж к периметру Тобрука. 29-я Индийская пехотная бригада отбила нападение на «коробку» Эль-Адем 12 июня, но 2-я и 4-я бронетанковые бригады по левую сторону были оттеснены назад на четыре мили 15-й бронетанковой дивизией и вынуждены были оставить свои повреждённые танки на поле боя. 13 июня 21-я бронетанковая дивизия, двигаясь с запада, вступила в бой с 22-й бронетанковой бригадой. Ещё раз корпус «Африка» продемонстрировал свою превосходную тактику, заключавшуюся в сочетании применения танков и противотанковых орудий как атакующего оружия. Роммель широко и быстро использовал информацию, добытую разведкой из радиопередач Союзников, направляя свои танки к тем группам войск противника, которые просили помощи. К концу дня британские танковые соединения были сокращены с 300 танков до примерно 70, и корпус «Африка» удерживал главную линию позиций, став серьёзной угрозой не только для Тобрука, но и отрезав силы XIII корпуса от линии Газалы. К концу дня 13 июня «коробка» Найтсбридж была практически окружена, и от её защиты Гвардейской бригаде пришлось отказаться позже этой же ночью. Из-за этих поражений 13 июня стало известно как «Чёрная суббота» во всей 8-й армии.

### 8-я армия отступает от позиций на линии Газалы
14 июня Окинлек разрешил Ричи отойти от линии Газалы. Защитники Эль-Адема и двух соседних «коробок», удерживаемые силами 1-й Южноафриканской дивизии, смогли отступить вдоль прибрежной дороги практически без потерь. Две дивизии одновременно не смогли бы воспользоваться этой дорогой, поэтому оставшиеся две бригады 50-й (Нортумбрийской) дивизии должны были найти альтернативный путь отступления. Они не могли отступать прямо на восток из-за присутствия танков Оси, но вместо этого они атаковали на юго-западе, прорвав линию итальянских дивизий X корпуса «Брешия» и «Павия», и направились на юг, в пустыню, прежде чем повернуть на восток и отправиться обратно на территории, контролируемые Союзниками.
Окинлеку было понятно, что Лондон не будет рассматривать возможность отвода войск к сильным оборонительным позициям около египетско-ливийской границы. Приказы Окинлека Ричи от 14 июня касались создания линии, проходящей на юго-восток от Акромы (к западу от Тобрука) через Эль-Адем к Бир-эль-Губи. Тем не менее, к вечеру 15 июня опорный пункт в точке 650 был захвачен, и 16 июня защитники в точке 187 были вынуждены, не имея поставок, эвакуироваться. В течение дня оборонительные «коробки» в Эль-Адеме и Сиди-Резег также были под сильной атакой со стороны корпуса «Африка». 17 июня гарнизоны из обеих были эвакуированы, и какой-либо шанс предотвращения окружения Тобрука исчез. Ричи приказал 8-й армии отойти на оборонительные позиции к Мерса-Матрух, примерно в 160 км к востоку от границы, оставляя Тобрук, чтобы удержать рубеж и угрожать линиям снабжения Оси во многом тем же самым способом, как и в 1941 году.

### Падение Тобрука

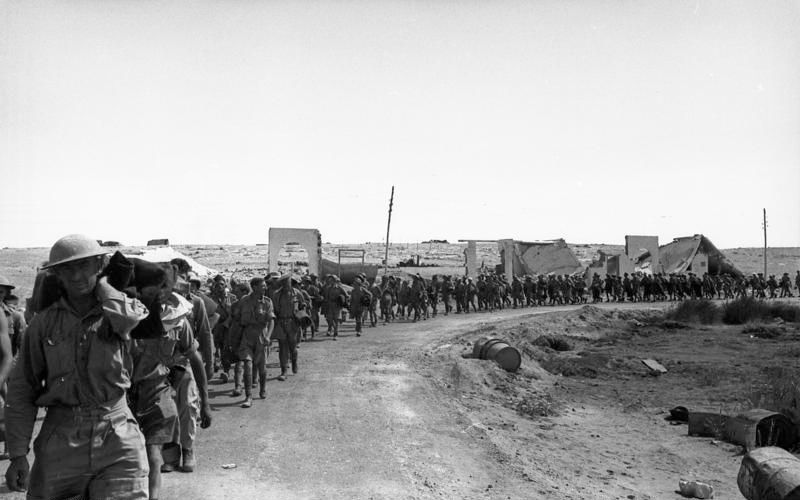
Британские пленные покидают Тобрук.

Командующий XIII корпусом Готт назначил командира 2-й Южноафриканской дивизии Клоппера в качестве командира гарнизона Тобрука. В дополнение к двум бригадам Южноафриканской дивизии он также имел 201-ю Гвардейской (моторизованную), 11-ю Индийскую пехотную бригаду, 32-ю танковую бригаду и 4-ю зенитную бригаду под своим командованием. Тобрук ранее выдержал девятимесячную осаду, прежде чем был освобождён в ходе операции «Крестоносец» в декабре 1941 года, но на этот раз Королевский флот не мог гарантировать поддержку гарнизона снабжением. Союзные лидеры ожидали, что город сможет продержаться в течение двух месяцев с его запасами. Окинлек, однако, рассматривал оборону Тобрука как несущественную задачу и уже сказал Нилу Ричи, что он не намерен удерживать его любой ценой. Кроме того, было широко известно, что в феврале 1942 года верховное командование армии, флота и ВВС в Каире решило, что Тобрук не должен снова подвергаться осаде. С учётом этого и последующего акцента на создание сил на позициях Газалы для атаки (что было упреждено наступлением Оси) вполне вероятно, что оборона Тобрука не являлась первостепенной задачей.
Всего семь дней спустя, 21 июня 1942 года, после успешного штурма обороны Тобрука немецко-итальянскими войсками 35 000 войск союзников (в том числе вся 2-я Южноафриканская дивизия) капитулировали перед силами противника, насчитывавшими 30 000 военнослужащих. Захват войсками Оси Тобрука напоминал капитуляцию 80 000 войск Содружества перед тремя японскими дивизиями, последовавшей в результате падения Сингапура несколькими месяцами ранее.

## Последствия

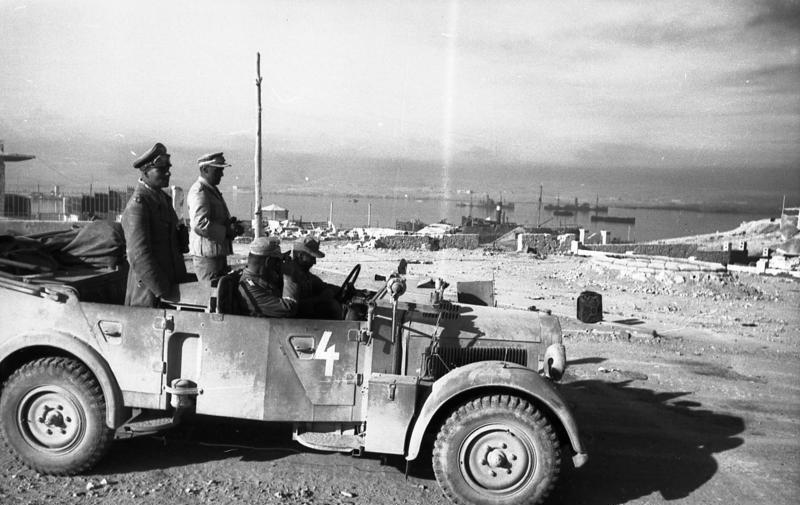
Роммель в порту Тобрука.

Сразу же после захвата Тобрука Роммель получил звание генерал-фельдмаршала. С другой стороны, поражение при Газале и сдача Тобрука привели к увольнению Ричи и принятию Окинлеком непосредственного командования 8-й армии.
После захвата Тобрука танковая армия «Африка» начала наступление на Египет. Окинлек выиграл время, отказавшись противостоять силам Роммеля напрямую и атакуя их с помощью сравнительно небольших, но мощных боевых групп. Он решил отказаться от позиции Мерса-Матрух, поскольку она имела открытый фланг на юге такого же рода, который успешно был использован Роммелем у Газалы. Он решил вместо этого отступить ещё на 100 миль или более на восток, почти до Эль-Аламейна, где крутые склоны массива Каттара исключали возможность перемещения танков вокруг южного фланга его обороны.
Несмотря на эту победу, потери Оси в танках были невосполнимы. Ослабление танковых дивизий после битвы было серьёзным ударом по силе корпуса «Африка». В результате Роммель был не в состоянии воспользоваться этим успехом. Существенные подкрепления в виде танков американского производства обеспечили англичанам численное превосходство в танках на протяжении всей Североафриканской кампании.

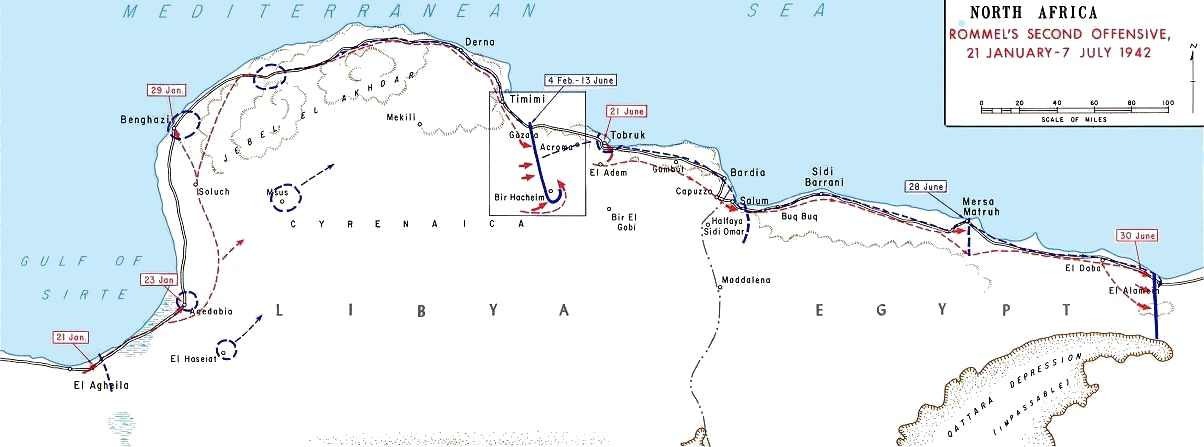
Развитие наступления Роммеля, 21 января 1942 года — 7 июля 1942 года.

Роммель предпринял несколько атак на линии Эль-Аламейна между 30 июня и 1 июля во время Первой битвы за Эль-Аламейн, но был отбит. Несмотря на успех Окинлека в остановке наступления сил Оси на этом участке, Черчилль потерял к нему доверие. Окинлек показал значительный талант командующего армией, но выбранные им подчинённые оказались как военные руководители слабыми или невезучими. Он ожидал, что Нил Ричи сможет командовать армией, тогда как тот имел только опыт командования в качестве командира дивизии; он направил самого опытного танкового командира 8-й армии, Готта, командовавшего 7-й бронетанковой дивизией, командовать XIII корпусом, пехотным подразделением; он направил вместе с тем Фрэнка Мессерви командовать 7-й бронетанковой дивизией, тогда как тот имел опыт командования только пехотой и кавалерией.
Роммель знал о серьёзности положения сил Оси после битвы. Он записал в своём дневнике от 4 июля: «Наши собственные силы изношены». 5 июля Роммель описывает ситуацию как критическую, 17 июля он говорит, что «противник, имея численное превосходство, особенно в пехоте, уничтожает одно итальянское подразделение за другим. Немцы слишком слабы, чтобы держаться. Я мог заплакать.. !». В августе Окинлек был заменен на посту командующего 8-й армии на командующего XIII корпуса генерал-лейтенанта Уильяма Готта и на посту председателя Ближневосточного командования генералом сэром Харольдом Александром. Готт погиб в авиакатастрофе на пути к месту своего нового назначения, и Бернард Монтгомери был назначен на его место.
Попытка высадки сил Союзников в Тобруке была предпринята в ночь с 13 на 14 сентября 1942 года (операция «Согласие»). Британские силы должны были вернуть Тобрук на целые сутки, в результате чего смогли бы освободить около 16 000 британских военнопленных. Было сделано предположение, что защищавшие город итальянские войска не будут сопротивляться особенно сильно. Рейд англичан потерпел неудачу перед лицом сильного огня итальянских береговых батарей, из-за которого затонул HMS Sikh, и активного сопротивления со стороны итальянского батальона морской пехоты «Сан-Марко». Поскольку сопротивление англичан было сломлено и наступавшие силы стали отступать, самолёты люфтваффе «Юнкерс 88» потопили лёгкий крейсер HMS Coventry, а самолёты Regia Aeronautica MC 200 потопили эсминец HMS Zulu. Общие потери британцев убитыми и ранеными, понесённые в ходе операции «Согласие», включали 280 моряков, 300 Королевских морских пехотинцев и 160 солдат убитыми, ранеными и пленными.